# 倉本信護
倉本 信護（くらもと しんご、1913年6月9日 - 1983年1月23日）は、広島県出身の日本プロ野球草創期の選手（内野手、捕手）。阪急軍創立時の正捕手でもあった。

## 来歴・人物
5年制の旧制広陵中学では田部輝男と年は違うが同学、岩本義行の3学年、濃人渉の2学年下、門前眞佐人、岡田宗芳の1学年上となる。1932年の第9回選抜中等学校野球大会に出場。4年生以降は野球部に所属していないので、3年で卒業し呉市の呉海軍工廠に入社したものと思われる。その後召集され兵役明けの22歳の時（1936年）、プロ野球リーグの創設で結成された大阪阪急野球協会（阪急軍）に誘われ入団。阪急軍初代背番号17。当時は職業野球と呼ばれ世間から揶揄されたとされるが、「野球でメシが食えるなら」と何の抵抗もなく入団した。プロの第一印象は「捕手（島本義文）の送球が二塁までよう届かんのじゃ（二塁までちゃんと届かない。島本が長年の軍隊生活で肩を壊していたため）。これならやれるわい」だった。
プロ1期生として阪急の設立に参加した西村正夫、宮武三郎、山下実らと主力選手として活躍。日本初のプロ野球公式戦となった1936年4月の「第1回日本職業野球リーグ戦」で阪急の公式戦第1戦（対東京セネタース戦）でも7番・捕手として先発出場。夭折した阪急創成期のエース・北井正雄の最初と最後の勝利もバッテリーを組んだ。個人タイトルが初めて設立された1936年秋のシーズンは、飛ばないボールの時代で本塁打2本を打った山下、藤村富美男らが本塁打王になっているが、倉本も1本打っている。この本塁打はすでに現存していない洲崎球場の第1号本塁打ともいわれるが、真偽は不明。翌1937年春には同一シーズンに投手以外の全ポジションを守った（これを達成した選手には他に高橋博士がいるが、高橋は記録を狙ってのもの）とされるが、こちらも詳細は不明のままである。
同年秋季、名古屋軍に移籍し主に三塁手を務め、主軸打者として活躍した。大沢清（大沢啓二の兄）の後の5番、6番を打った。翌1938年、打率.230、打点23、本塁打3本。そのうち1本が同年10月19日、後楽園球場での対東京セネタース戦、2対2の延長10回裏、浅岡三郎から放った史上初のサヨナラ満塁本塁打であった。1940年に名古屋金鯱軍に移籍するが、シーズン途中に2度目の招集を受けて退団し、満州に渡った。
1940年、撫順市満鉄倶楽部の4番打者として代表決定戦で新京電々の西村幸生を打ち込み、第14回都市対抗野球大会に出場する。終戦後、国鉄広島鉄道局岡山管理部（後の岡山鉄道管理局）に就職し仕事を続けていたが白球への郷愁を断ち切りがたく、安定した職を捨て、1946年、広陵の先輩・平桝敏男、後輩・田部輝男、濃人渉、門前眞佐人、岩本信一や橋本正吾、広田修三らと広島駅前で映画館やパチンコ屋、キャバレーなどを経営していた広島鯉城園のノンプロチームに参加。同年夏、戦後初の都市対抗野球大会に出場。職業野球経験者をずらりと揃えながら、初戦で優勝した大日本土木に惨敗した。この後、東京カッブスから勧誘され、同チームの結成に参加した。このチームはまもなく広島鯉城園のメンバーと合流し、グリーンバーグとチーム名を変え、翌1947年に国民リーグに参加し、結城ブレーブスとさらにチーム名を変えた。倉本は4番を打ち、同年1シーズンのみ行われた同リーグの公式戦、夏季リーグで本塁打5本（30試合制）を放ち、本塁打王のタイトルを獲得。最多勝利のタイトルを獲った林直明らと共にチームの優勝に貢献した。国民リーグはこの1947年の一年のみで解散。秋季リーグは本塁打を2本打った選手がなく、本塁打王のタイトルを設けず、本塁打王が設けられたのは夏季リーグだけとなり、国民リーグただ一人の本塁打王として「プロ野球外史」にその名を残す。結城ブレーブスの貧しさは酷く、倉本はチーム唯一の妻帯者だったため、倉本の妻は合宿で選手全員の身の回りの面倒を見て、石本秀一監督の汚れたフンドシの洗濯などもしたという。国民リーグに参加した60数人の選手のうち、現存するプロ野球リーグに復帰できたのは8名のみだが、倉本は石本監督とソリが合わず復帰できなかったとされる。
翌1948年、前橋市・山藤商店の選手兼任監督として第19回都市対抗野球大会に出場したが、初戦で深見安博らを擁し優勝した西日本鉄道に延長戦で惨敗した。都市対抗野球出場の命を請けての加入と思われ、翌1949年、今度は鹿沼市・古沢建設に道仏訓、田部輝男と共に移籍し、第20回都市対抗野球大会に出場。6番・一塁手として出場するがまたも初戦敗退。倉本はその後、川崎市・鈴捨工業などノンプロを転々とし、45歳になる1958年頃まで職を変えながら現役選手を続けた。
倉本は口が重く社交下手、人を教えるのが苦手だったといわれ、野球を辞めた後は運送業に携わっていたが1983年1月、材木の積荷卸し作業中に事故死した。享年69歳。仏前には一日に5杯は愛飲したというコーヒーが今も供えられているという。

## 詳細情報

### 年度別打撃成績
| 年 度     | 球 団     | 試 合 | 打 席 | 打 数 | 得 点 | 安 打 | 二 塁 打 | 三 塁 打 | 本 塁 打 | 塁 打 | 打 点 | 盗 塁 | 盗 塁 死 | 犠 打 | 犠 飛 | 四 球 | 敬 遠 | 死 球 | 三 振 | 併 殺 打 | 打 率 | 出 塁 率 | 長 打 率 | O P S |
| --------- | --------- | ----- | ----- | ----- | ----- | ----- | -------- | -------- | -------- | ----- | ----- | ----- | -------- | ----- | ----- | ----- | ----- | ----- | ----- | -------- | ----- | -------- | -------- | ----- |
| 1936春夏  | 阪急      | 16    | 67    | 56    | 8     | 10    | 1        | 0        | 2        | 17    | 5     | 1     | --       | 1     | --    | 10    | --    | 0     | 9     | --       | .179  | .303     | .304     | .607  |
| 1936秋    | 阪急      | 23    | 74    | 62    | 5     | 12    | 5        | 0        | 1        | 20    | 4     | 2     | --       | 2     | --    | 10    | --    | 0     | 17    | --       | .194  | .306     | .323     | .628  |
| 1937春    | 阪急      | 42    | 161   | 131   | 15    | 24    | 4        | 0        | 0        | 28    | 13    | 4     | --       | 5     | --    | 24    | --    | 1     | 29    | --       | .183  | .314     | .214     | .528  |
| 1937秋    | 名古屋    | 13    | 35    | 30    | 2     | 4     | 0        | 0        | 0        | 4     | 1     | 1     | --       | 0     | --    | 5     | --    | 0     | 3     | --       | .133  | .257     | .133     | .390  |
| 1938春    | 名古屋    | 26    | 106   | 90    | 8     | 25    | 4        | 0        | 0        | 29    | 6     | 1     | --       | 1     | --    | 15    | --    | 0     | 6     | --       | .278  | .381     | .322     | .703  |
| 1938秋    | 名古屋    | 40    | 164   | 132   | 17    | 26    | 6        | 0        | 3        | 41    | 17    | 0     | --       | 5     | --    | 27    | --    | 0     | 15    | --       | .197  | .333     | .311     | .644  |
| 1940      | 金鯱      | 13    | 56    | 50    | 6     | 13    | 0        | 0        | 1        | 16    | 5     | 1     | --       | 0     | 0     | 4     | --    | 0     | 4     | --       | .260  | .315     | .320     | .635  |
| 通算：4年 | 通算：4年 | 173   | 663   | 551   | 61    | 114   | 20       | 0        | 7        | 155   | 51    | 10    | --       | 14    | 0     | 95    | --    | 1     | 83    | --       | .207  | .325     | .281     | .606  |

### 背番号
- 17 （1936年 - 1937年春季、1947年）
- 3 （1937年秋季）
- 12 （1938年）
- 10 （1940年）